# 帯刀古墳群
帯刀古墳群（たてわきこふんぐん）は、埼玉県本庄市にある古墳群。
1970年（昭和45年）の古墳調査では24基が確認されている。6世紀中頃から7世紀初頭にかけて形成され、50基以上の古墳が存在したようだが、江戸時代に多くの古墳が破壊されたと伝えられている。
- 稲荷塚古墳（帯刀1号墳）
南北30メートル、東西23メートル、高さ2メートルの円墳。墳丘に稲荷神社が祀られている。1983年（昭和58年）の調査では円筒埴輪、朝顔形埴輪、形象埴輪（盾持人・女子・馬）が出土した。6世紀中頃の築造。